# Chrysolina polita
Espèce
Chrysolina polita, parfois appelée la chrysomèle polie, est une espèce d'insectes coléoptères de la famille des chrysomélidés.

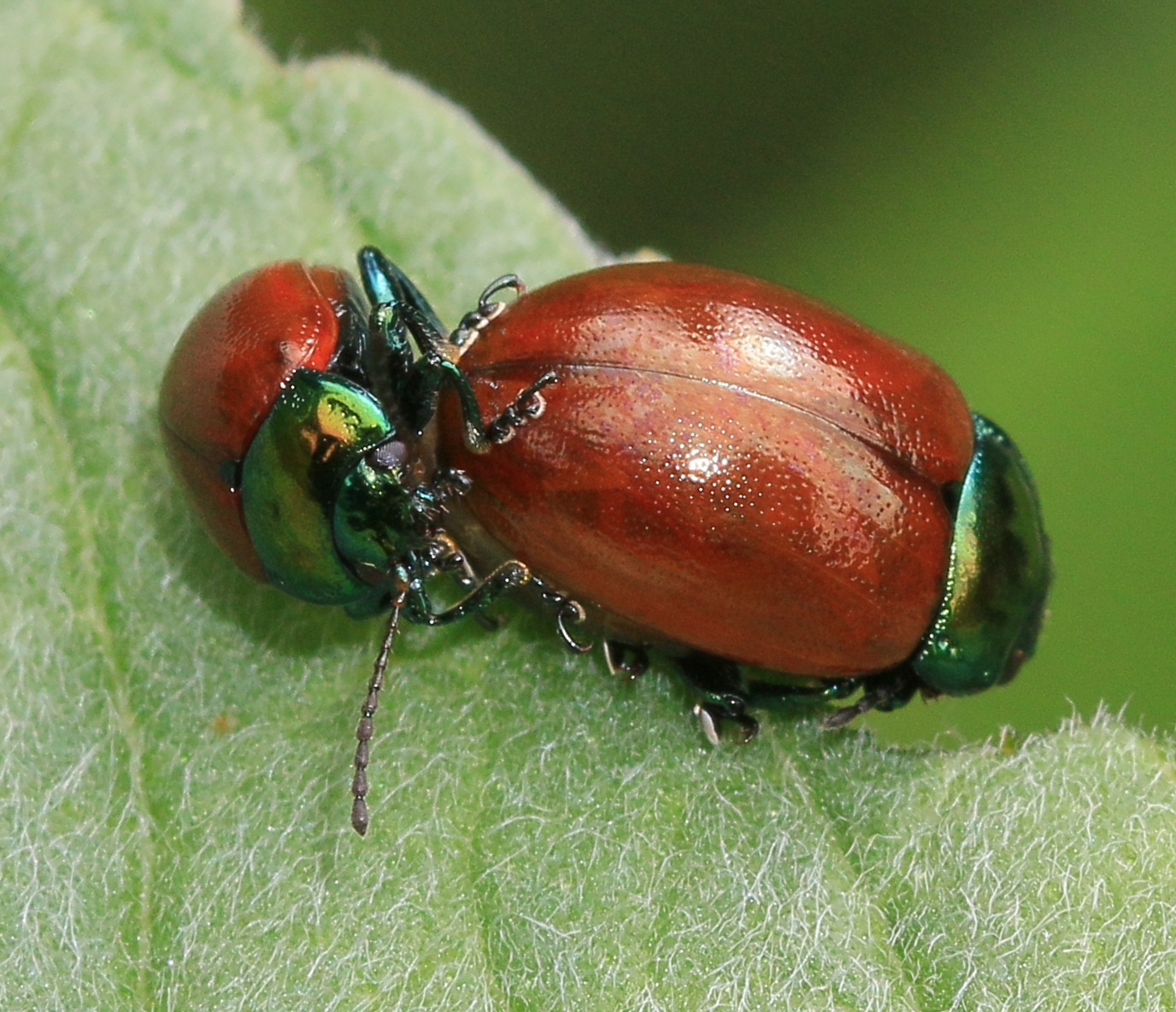
Accouplement.
Noter les puissants crochets et les tampons adhésifs au niveau des pattes

L'adulte est visible de juin à septembre.

## Description
Les adultes ont le corps long de 6,5 à 8 mm, le thorax bronzé cuivreux métallique, les élytres rouges avec reflets plus ou moins mordorés. 

## Distribution
Largement[réf. nécessaire] répandue en Europe, du Portugal à la Scandinavie et jusqu'en Russie et la Turquie.

## Habitat
L'espèce a pour biotopes : lisières, talus, berges et autres lieux humides où croissent les menthes (Mentha), le lycope (Lycopus europaeus) et le lierre terrestre (Glechoma hederacea), plantes dont se nourrissent les adultes et les larves.

## Divers
L'espèce a été signalée en Ukraine comme faisant partie de celles pouvant poser problème pour la culture de certaines plantes médicinales.
Comme chez d'autres espèces de chrysomèles, les œufs et les nouveau-nés peuvent être protégés de certains prédateurs par une toxine (de la famille chimique des cardénolides).
Une association avec un acarien de la famille des Canestriniidae a été signalée en Ukraine par Trach & Khaustov en 2007.

## Source
- Michael Chinery, Insectes de France et d'Europe occidentale, Paris, Flammarion, août 2012, 320 p. (ISBN 978-2-08-128823-2), p. 282-283

## Pour approfondir